# Spadentalina
Spadentalina är ett släkte av blötdjur. Spadentalina ingår i familjen Entalinidae.
Kladogram enligt Catalogue of Life:
| Spadentalina | \| \| Spadentalina ingrata \| \| \| \| \| \| Spadentalina tubiformis \| \| \| \| |
|              | \| \| Spadentalina ingrata \| \| \| \| \| \| Spadentalina tubiformis \| \| \| \| |
|              | Bathoxiphus                                                                      |
|              |                                                                                  |
|              | Costentalina                                                                     |
|              |                                                                                  |
|              | Entalina                                                                         |
|              |                                                                                  |
|              | Entalinopsis                                                                     |
|              |                                                                                  |
|              | Heteroschismoides                                                                |
|              |                                                                                  |
|              | Pertusiconcha                                                                    |
|              |                                                                                  |
|              | Rhomboxiphus                                                                     |
|              |                                                                                  |
|              | Solenoxiphus                                                                     |
|              |                                                                                  |
|              | Spadentalina ingrata                                                             |
|              |                                                                                  |
|              | Spadentalina tubiformis                                                          |
|              |                                                                                  |

|  | Spadentalina ingrata    |
|  |                         |
|  | Spadentalina tubiformis |
|  |                         |